# Jiaoxi
Jiaoxi (chinesisch 礁溪鄉, Pinyin Jiāoxī xiāng, Tongyong Pinyin Jiaosi Siang) ist eine Landgemeinde im nordöstlichen Landkreis Yilan in der Republik China auf Taiwan.

## Lage
Jiaoxi liegt im nördlichen Abschnitt des Landkreises Yilan. Der östliche Teil gehört zur Yilan-Ebene, einer ausgedehnten Schwemmebene, die durch Sedimentablagerungen des Flusses Lanyang und anderer Flüsse entstanden ist. Der Westen Jiaoxis gehört zu den Ausläufern des Xueshan-Gebirges. Im Osten ist das Gemeindegebiet nur durch einen schmalen, etwa 400 bis 850 Meter breiten Landstreifen von der Pazifikküste getrennt. Die benachbarten Gemeinden sind Zhuangwei im Südosten, die Stadt Yilan im Süden, Yuanshan im Südwesten, Toucheng im Nordosten, sowie die Stadtbezirke Wulai und Pinglin von Neu-Taipeh im Nordwesten. Die Ost-West-Ausdehnung beträgt etwa 19,5 Kilometer, und die maximale Nord-Süd-Ausdehnung etwa 8 Kilometer.

## Geschichte
Die ersten han-chinesischen Siedler ließen sich ab dem Jahr 1773, zur Herrschaftszeit Qianlongs, dauerhaft im Bereich des heutigen Jiaoxi nieder. Diese ersten Einwanderer stammten aus Nanjing (Zhangzhou) in der Provinz Fujian. Die ursprüngliche austronesische Bevölkerung wurde durch die Neusiedler nach und nach entweder ins westliche Bergland, oder weiter nach Süden verdrängt. Im Jahr 1812, zur Zeit Jiaqings, kam das Gebiet formell unter Qing-Verwaltung. Im Jahr 1920, zur Zeit der japanischen Herrschaft (1895–1945) wurde hier das Dorf Jiaoxi (chinesisch 礁溪庄, Pinyin Jiāoxī zhuāng) eingerichtet. Als Taiwan 1945 zur Republik China kam, wurde daraus die Landgemeinde Jiaoxi, ab 1950 im neu eingerichteten Landkreis Yilan.

## Einwohner
Mit etwas mehr als 35.000 Einwohnern (2020) lag Jiaoxi unter den 12 Gemeinden des Landkreises Yilan an sechster Stelle. Ende 2019 lebten 327 Angehörige indigener Völker in Jiaoxi, entsprechend etwa 0,9 % der Bevölkerung.
| Gliederung Jiaoxis |
|                    |

## Verwaltungsgliederung
Jiaoxi ist in 18 Dörfer (村,  Cūn) untergliedert:
1 Dayi (大義村)

2 Liujie (六結村)

3 Deyang (德陽村)

4 Yushi (玉石村)

5 Baiyun (白雲村)

6 Erlong (二龍村)

7 Shichao (時潮村)

8 Yutian (玉田村)

9 Guangwu (光武村)

10 Yuguang (玉光村)

11 Sanmin (三民村)

12 Dazhong (大忠村)

13 Linmei (林美村)

14 Bai’e (白鵝村)

15 Wusha (吳沙村)

16 Longtan (龍潭村)

17 Paolun (匏崙村)

18 Erjie (二結村)

## Wirtschaft
Die Wirtschaft Jiaoxis beruht auf der Landwirtschaft, örtlicher Kleinindustrie und dem Tourismus. Als lokale Spezialität gilt „Heiße-Quellen-Gemüse“ (溫泉蔬菜,  Wēnquán shūcài) – Wasserspinat, Schwammkürbis, Bambussprossen, Tomaten –, das mit dem Wasser aus heißen Quellen Jiaoxis bewässert wird. Der Zierpflanzenbau, sowie der Anbau von Kumquats, Tee (五峰茶 – „Wufeng-Tee“) und Reis ist von Bedeutung und die Tierhaltung spielt ebenfalls eine Rolle (Hausgänse, Weichschildkröten, tropische Fische). Aus den Quellen Jiaoxis wird Mineralwasser gewonnen.

## Verkehr
Die überregionalen Straßenverbindungen verlaufen alle in Nord-Süd-Richtung durch Jiaoxi und liegen im östlichen Abschnitt. Dies ist zum einen die Nationalstraße 5 (Autobahn). Im Wesentlichen parallel zur Autobahn, aber etwa einen Kilometer landeinwärts verläuft die Provinzstraße 9, neben der auch die Trasse der Taiwanischen Eisenbahn (der Yilan-Linie) entlangläuft. In Jiaoxi gibt es einen Haltebahnhof. Ebenfalls parallel zur Autobahn, aber weiter östlich verläuft die Kreisstraße 191. 

## Höhere Bildungseinrichtungen

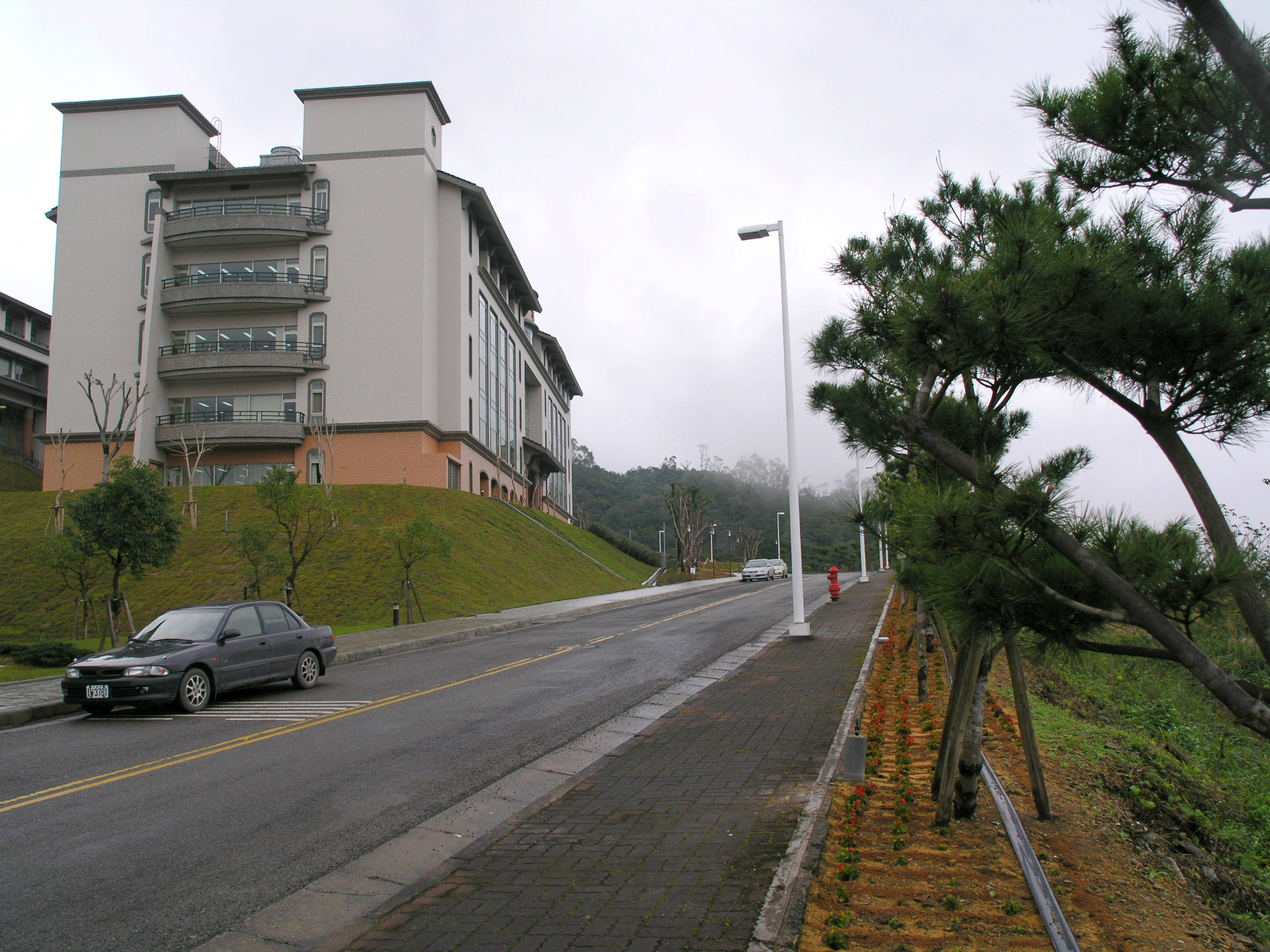
Gebäude der Fo-Guang-Universität

Im Dorf Linmei hat die kleine private buddhistische Fo-Guang-Universität (佛光大學,  Fóguāng dàxué ) ihren Standort. Die Hochschule nahm im Jahr 2000 ihren Lehrbetrieb auf. Unterrichtet werden geistes- und sozialwissenschaftliche Fächer. In Linmei hat auch die private Tamkang-Universität einen ihrer Campusse ().

## Besonderheiten

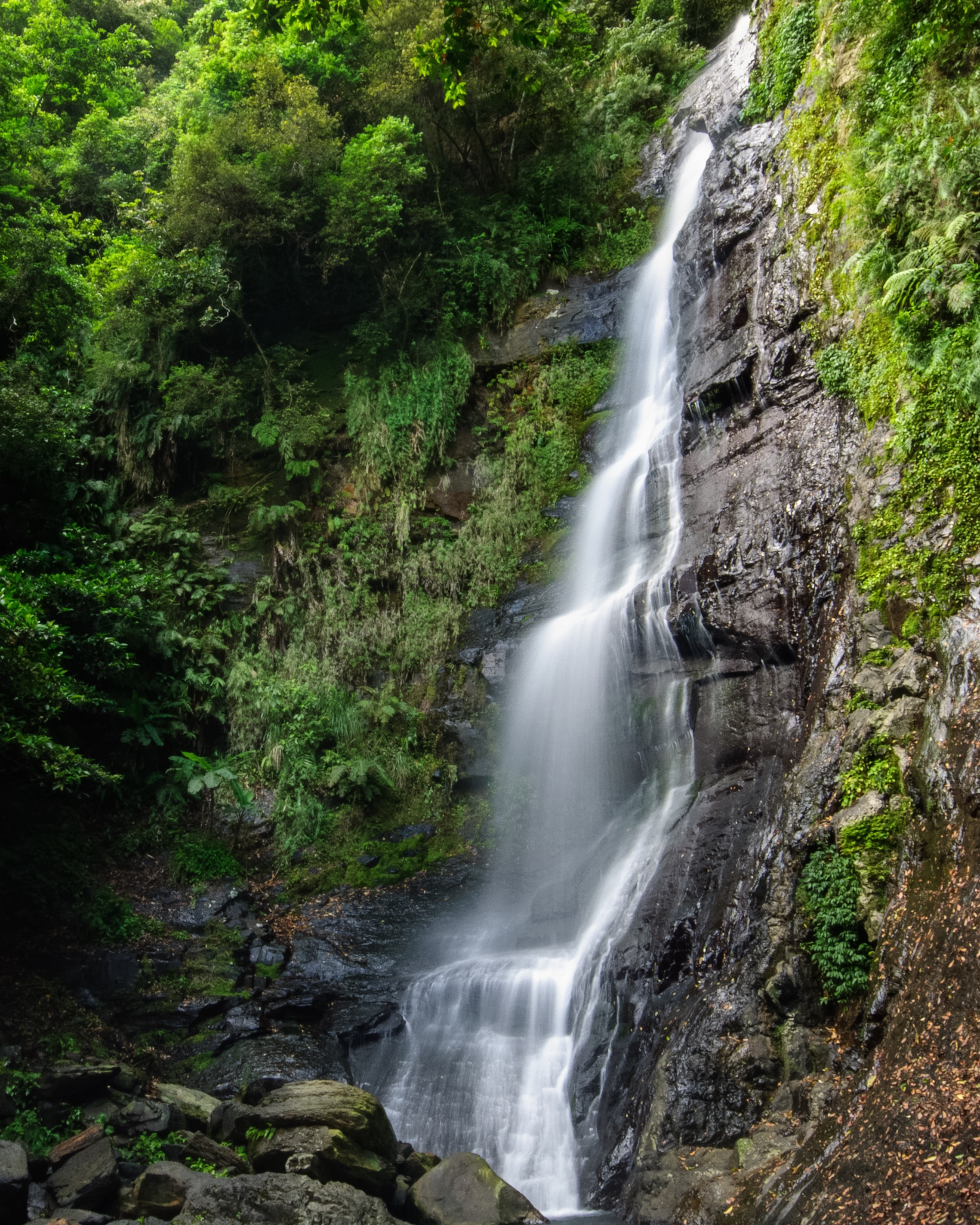
Wufengqi-Wasserfall (erste Kaskade)

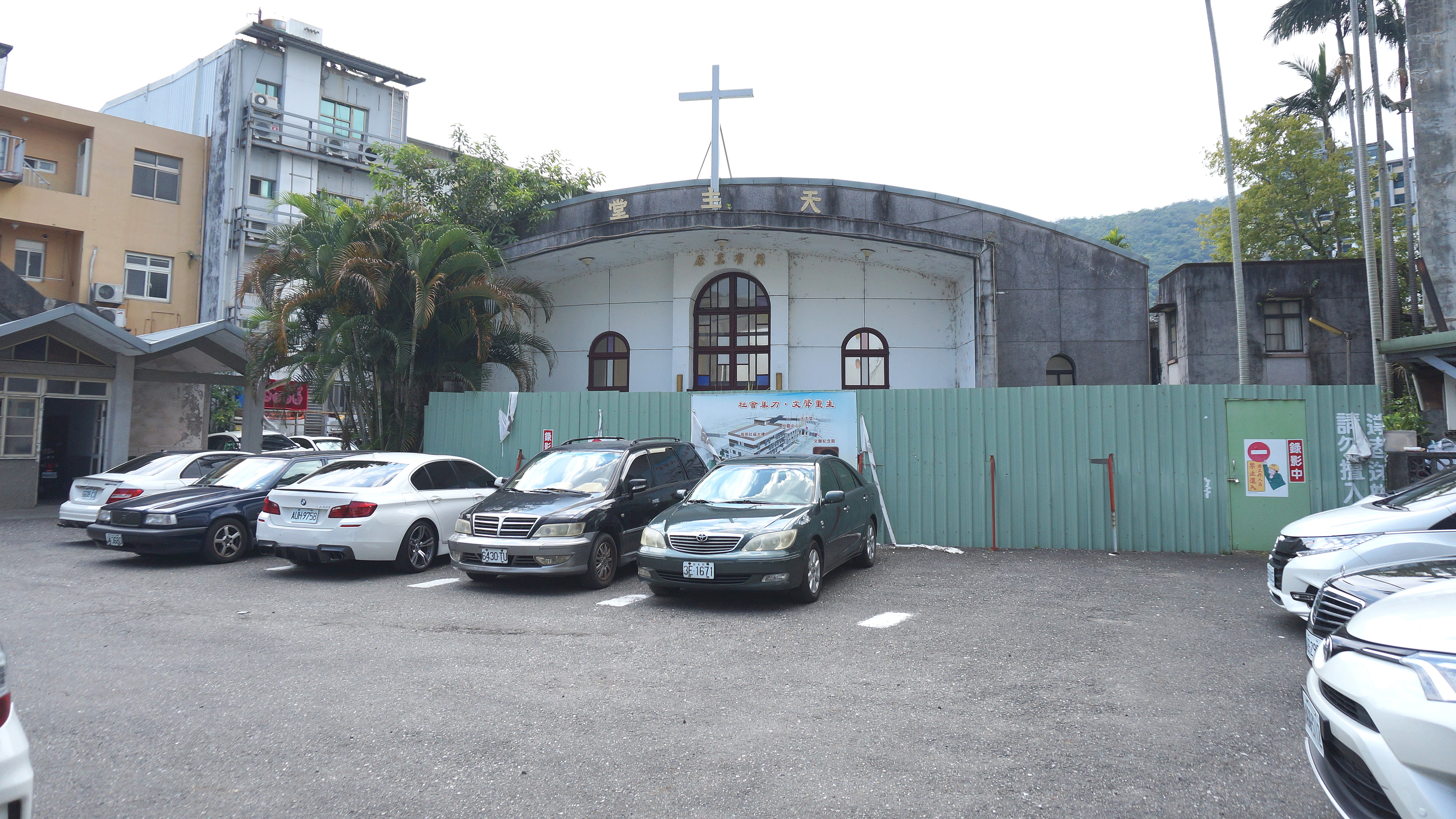
Katholische Kapelle von Jiaoxi

Jiaoxi ist besonders für seine Natursehenswürdigkeiten bekannt. Dazu zählen die heißen Quellen, um die sich eine regelrechte Bäder-Kultur mit zahlreichen Hotels entwickelt hat. Auf verschiedenen Wanderwegen kann die Natur erkundet werden. Die bekanntesten sind der Alte Paoma-Weg (跑馬古道), der Wufengqi-Wasserfall-Wanderweg (五峰旗瀑布步道), der Shengmu (Maria)-Wanderweg (聖母峰登山步道), und der Linmei-Shihpan-Wanderweg (林美石磐步道). Der zweitgenannte führt zu dem gleichnamigen Wasserfall (), der aus drei voneinander entfernten Kaskaden besteht. In der Nähe des Wasserfalls befindet sich die kleine, im Stil eines kleinen chinesischen Himmelstempels gestaltete katholische Shengmu-Kapelle (五峰旗聖母朝聖地 – „Wufengqi-Marien-Pilgerstätte“ ). Ein weiterer Wasserfall ist der Houdongkeng-Wasserfall (猴洞坑瀑布,  Hóu dòng kēng pùbù – „Affenhöhlen-Wasserfall“) im Dorf Baiyun, der allerdings nur während der Regenzeit Wasser führt. Der Longtan-See (龍潭湖,  Lóngtán hú ) im gleichnamigen Dorf ist mit etwa 17 ha Fläche der größte der fünf Seen im Landkreis Yilan.
Im Xietian-Tempel (協天廟,  Xiétiān miào ) im Dorf Dazhong wird Guan Yu verehrt. Der Tempel geht auf das Jahr 1803 zurück und wurde im 19. und 20. Jahrhundert immer weiter ausgebaut. Der Yuqing-Tempel (玉清宮,  Yùqīng gōng ) ist eine Tempelanlage zur Verehrung des „Jadekaisers“ Yu Di aus dem Jahr 1976.
Jedes Jahr zieht das Drachenbootrennen im Dorf Erlong (二龍競渡 – „Erlong-Rennen, Zwei-Drachen-Rennen“) Touristen an.

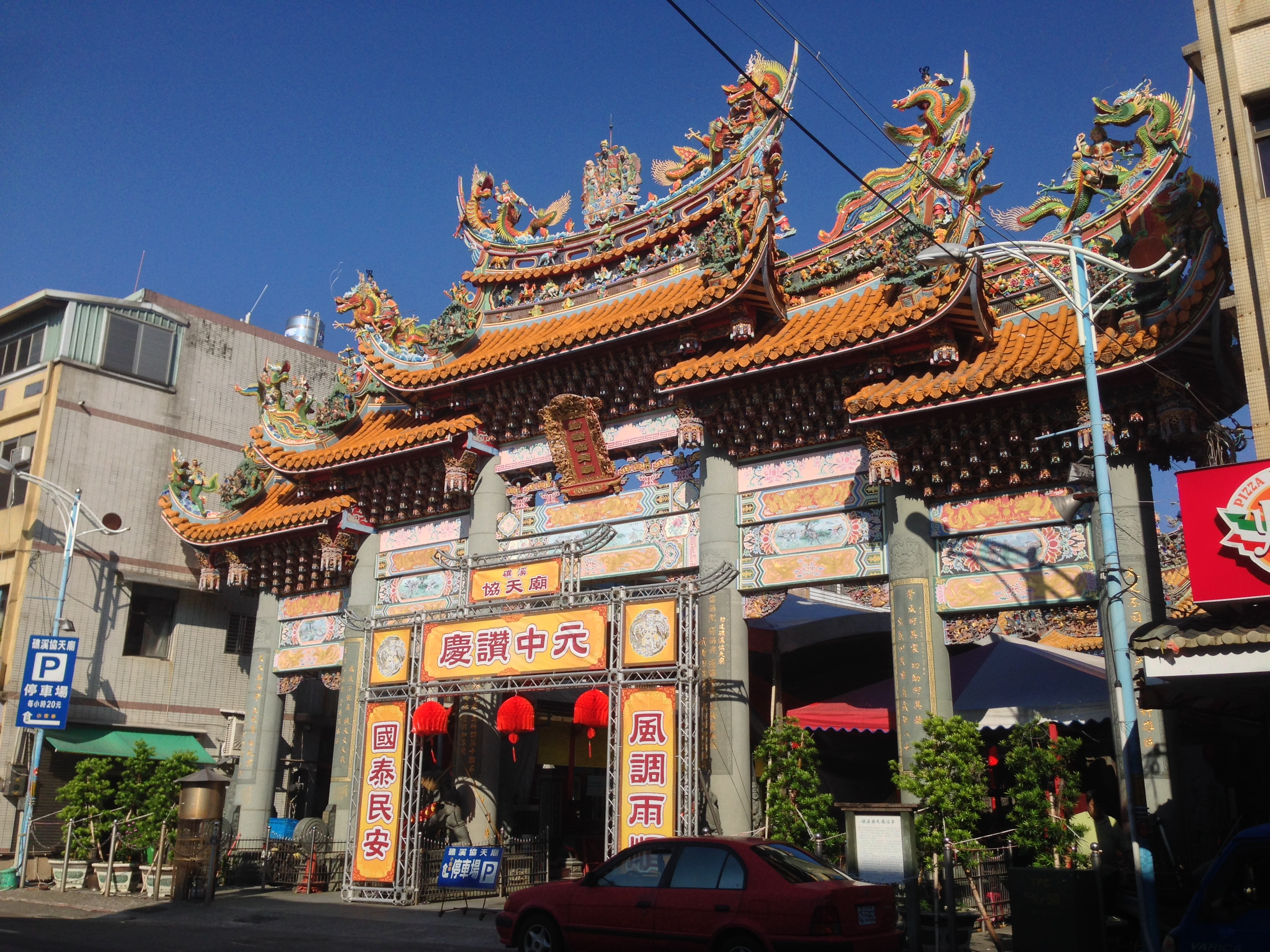
Xietian-Tempel
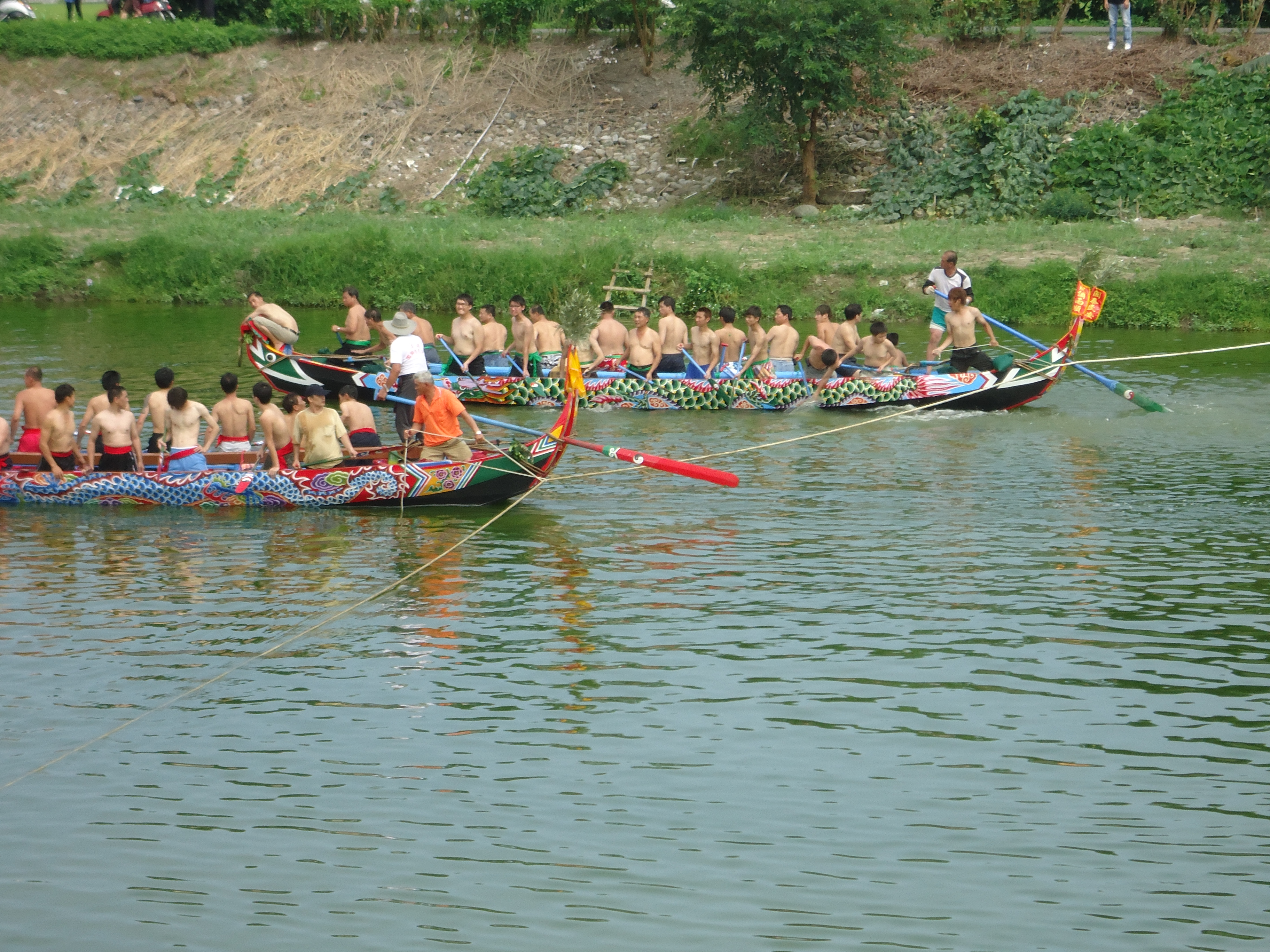
Drachenbootrennen